# しれとこ摩周号
しれとこ摩周号（しれとこましゅうごう）とは、北海道旅客鉄道が網走駅 - 釧路駅間を釧網本線・根室本線を経由して運行する普通列車である。
本項では、釧網本線内で運行された愛称付き定期列車の沿革についても述べる。なお、本記事中では、営業実態に即し、網走方面から釧路方面へ走行する列車を「下り」として記載する。

## 運行概況
網走駅 - 釧路駅間で1日1往復運転されている。もともと通過駅が多数存在する快速列車であった経緯から他の普通列車と異なり愛称が付与されているが、途中停車駅の増加や通過駅の廃止によりほぼ各駅停車となり、普通列車に変更となった2024年（令和6年）以降は上り網走行き列車が細岡駅 - 塘路駅間、原生花園駅 - 北浜駅間で景勝区間の減速運転を行うなど、観光列車の特性が強くなっている。

### 停車駅
この区間の通常の普通列車と同様各駅に停車するが、臨時駅の原生花園駅・細岡駅は春から秋の駅営業期間中のみ停車する（詳細は各駅の記事も参照）。また釧路湿原駅は臨時駅の扱いではないが、上り列車（網走行き）は4月25日 - 11月30日の間のみ停車し、冬季は通過となる。

### 使用車両
釧網線の他の定期普通列車と同様H100形気動車で運転される。

## 釧網本線愛称付き定期列車沿革

### 準急・急行列車の設定・廃止
- 1957年（昭和32年）6月、単行の気動車により川湯駅（現:川湯温泉駅） - 釧路駅間を運行する臨時準急列車として、「摩周」（ましゅう）の運行が開始する。なお、このころは2往復とも夏季限定の運行であったとされる。
- 1959年（昭和34年）5月1日、「摩周」1往復が定期列車に昇格。同年7月1日には2往復とも定期列車化。
- 1960年（昭和35年）4月1日、「摩周」運行区間を網走駅 - 釧路駅間に変更。列車を2両編成とする。
- 1961年（昭和36年）10月1日、いわゆる「サン・ロク・トオ」ダイヤ改正に伴い、以下のように変更する。
  1. 「摩周」列車名を函館駅 - 釧路駅を結ぶ急行列車の名称となる。→このあとについては「狩勝」のページを参照されたい。
  2. 1往復が北見駅 - 網走駅間を延長し、北見駅 - 釧路駅間を運行する「しれとこ」に変更する。
  3. 釧網本線内運行の準急列車1往復は「わこと」に名称を変更する。
- 1962年（昭和37年）5月1日、標津線根室標津駅 - 釧路駅間を運行する準急列車「らうす」2往復を新設。また、「わこと」1往復を増発。「わこと」2往復となる。うち1往復に1等車を連結。なお、「わこと」と「らうす」は1往復釧網本線内を併結運転を実施。
- 準急「らうす」を2往復とも2両編成化する。
- 1966年（昭和41年）
  - 3月5日、準急制度改変に伴い、「しれとこ」・「わこと」を急行列車に格上げ。また、「らうす」の釧網本線内併結列車を急行列車に昇格。急行列車には「くなしり」の愛称が与えられる。
  - 3月25日、このときのダイヤ改正に伴い、以下のように変更する。

  1. 「わこと」を「しれとこ」に編入。「しれとこ」北見駅発着1往復と網走駅発着の2往復（内1往復には「くなしり」を連結）の3往復体制となる。
  2. 「くなしり」・「らうす」の根室標津駅 - 中標津駅間を普通列車化。
- 1968年（昭和43年）10月1日、のちに「ヨン・サン・トオ」と称されるダイヤ改正に伴い、以下のように変更される。
  1. 釧網本線内及び標津線直通急行列車の愛称として「しれとこ」の愛称が与えられる。運転区間は北見駅・網走駅・川湯駅・根室標津駅－釧路駅間、標津線標茶駅 - 中標津駅間急行は2往復。
  2. 「大雪」の旭川発釧路行き1本（2両編成）、小樽駅 - 釧路駅間1往復（6両編成・1等車連結）の直通列車が設定され、根室標津駅 - 釧路駅間「しれとこ」の1往復が釧路駅 - 標茶駅間併結運転となる。
- 1970年（昭和45年）10月、標津線標茶駅 - 中標津駅間急行1往復を普通列車化、急行は1往復に。根室標津駅始発（標茶駅まで普通）のキハ22 168 急行「しれとこ1号」
（1986年8月 釧網本線 標茶駅）
後は網走始発の「しれとこ1号」

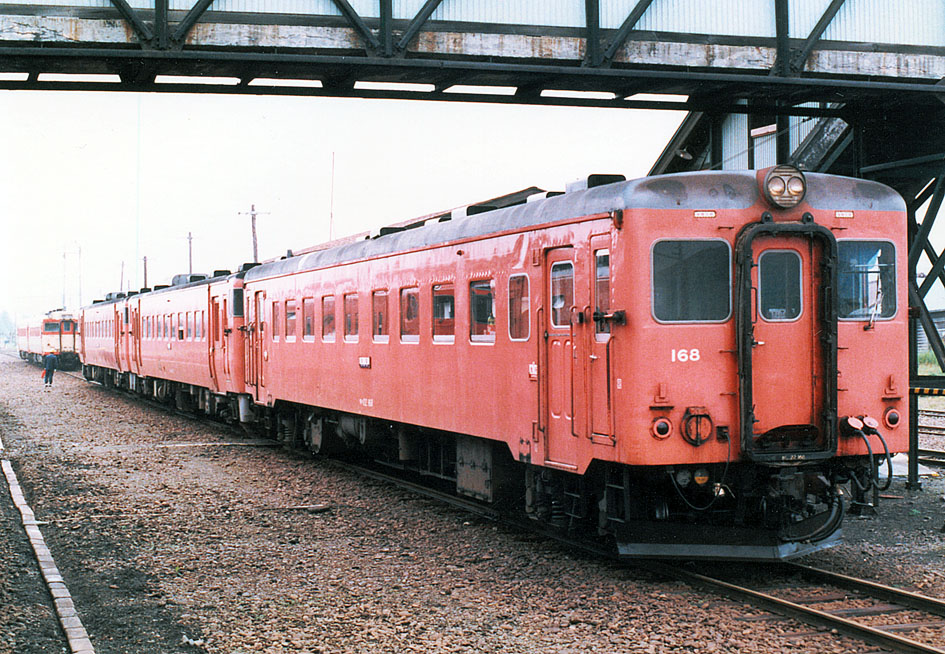
根室標津駅始発（標茶駅まで普通）のキハ22 168 急行「しれとこ1号」
（1986年8月 釧網本線 標茶駅）
後は網走始発の「しれとこ1号」

- 1972年（昭和47年）10月2月、「大雪」のうち小樽駅 - 釧路駅間の列車を札幌駅 - 釧路駅間に短縮。
- 1980年（昭和55年）10月1日、「しれとこ」標津線標茶駅 - 中標津駅間急行だった1往復も普通列車化。
  - 標津線急行廃止時の線内停車駅
    - 標茶駅 - 西春別駅 - 計根別駅 - 中標津駅
- 1981年（昭和56年）10月1日、「大雪」の釧路駅発着列車の釧網本線間を分離。「しれとこ」3往復とする。
- 1984年（昭和59年）2月1日、「しれとこ」の釧路発北見・留辺蘂行き及び北見発釧路行きを各1本ずつ廃止。「しれとこ」2往復体制となる。
- 1986年（昭和61年）11月1日、「しれとこ」を廃止[2]。
  - 廃止時の停車駅
    - 釧路駅 - 塘路駅 - 標茶駅 - 磯分内駅（1号・4号のみ停車） - 弟子屈駅（現・摩周駅） - 川湯駅（現・川湯温泉駅） - 清里町駅 - 斜里駅（現・知床斜里駅） - 浜小清水駅 - 網走駅

### 快速列車の設定

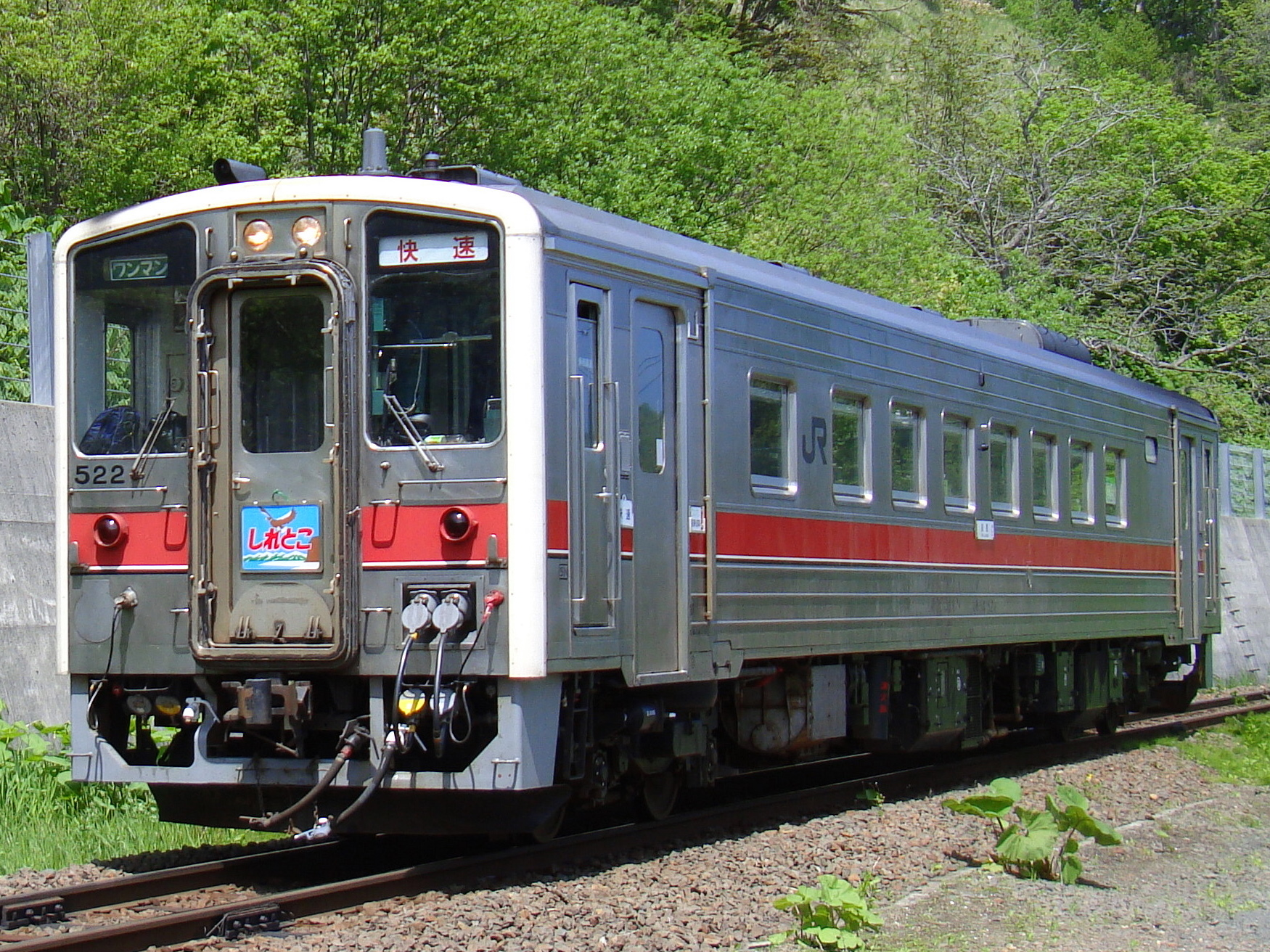
快速「しれとこ」（2010年6月10日）

- 1989年（平成元年）5月1日、網走駅 - 釧路駅間を運行する快速列車として「しれとこ」1往復の運行を開始。オジロワシ、知床連山、オホーツク海をデザインしたヘッドマークも掲げられた。
- 2016年（平成28年）3月26日：同日のダイヤ改正で上下「しれとこ」とも美留和駅に、上り列車のみ鱒浦駅・桂台駅に停車開始[3][注釈 1]。
- 2017年（平成29年）
  - 3月4日：同日のダイヤ改正で下り「しれとこ」を鱒浦駅・桂台駅に停車開始（上下とも停車駅となる）。また、通過していた五十石駅が廃止[4]。
  - 10月3日：同年8月に阿寒国立公園が阿寒摩周国立公園へ改称されたことを受けて、釧網本線沿線8自治体が快速「しれとこ」の「しれとこ摩周号」への改称をJR北海道に要望。JR側は前向きに検討[5]。
- 2018年（平成30年）
  - 3月17日：同日のダイヤ改正で列車名を「しれとこ摩周号」に改称[JR北 3][6]。ヘッドマークもリニューアルされ、オジロワシ、知床連山、摩周湖、神の子池をデザインした。
  - 9月1日：この日から10月31日までの2か月間、下り列車を2両編成に増結の上、試験的に2号車の一部を指定席とする[JR北 4]。
    - 旅行会社のWILLERが同期間に設定・販売した企画乗車券、「Eastern Hokkaido Nature Pass～北海道縦断絶景レイル&バス～[7]」の発売に合わせ、「摩周レストランバス」接続列車となる同列車に設定された。
- 2020年（令和2年）3月14日：通過していた南弟子屈駅が廃止[JR北 5]。
- 2021年（令和3年）3月13日：通過していた南斜里駅（普通列車も通過があった駅）が廃止[JR北 6]。この時点で、通常の普通列車との停車駅の差は実質的に細岡駅の通過のみとなった。
- 2023年（令和5年）3月18日：同日実施のダイヤ改正で通過していた細岡駅が季節営業の臨時駅となり、通常の普通列車との停車駅の差異がほぼ消滅する[JR北 7]。

### しれとこ摩周号の普通列車化
- 2024年（令和6年）
  - 3月16日：同日のダイヤ改正で次のように変更[JR北 2][JR北 1][1]。
    - 釧網線の他の定期普通列車と同様H100形気動車を投入。
    - 種別を快速列車（3727D/3728D）から普通列車（4725D/4728D）に変更。
    - 原生花園駅の停車期間を変更（4月25日 - 10月31日、他の普通列車も同一）。
    - 上下とも通年で通過していた細岡駅へ停車を開始（駅が営業する4月25日 - 11月30日の間のみ）。
    - 釧路湿原駅の停車期間を変更（上り列車は細岡駅営業日と同じ4月25日 - 11月30日に統一。下り列車は引き続き通年停車）。
    - 上り網走行き列車の細岡駅 - 塘路駅間、原生花園駅 - 北浜駅間で景勝区間の減速運転を開始。

  - 7月13日：同日から8月18日までの土休祝日に、上り網走行き列車の釧路方に、H100-82（釧網線ラッピング車）を増結。2両編成で運転（折り返し普通列車4727Dも増結）。8月24日から9月29日までの土休祝日にも同様に増結し、2回目は増結車両のボックスシート部を釧路駅 - 川湯温泉駅間で指定席として営業[8]。
- 2025年（令和7年）
  - 7月1日：同日から8月31日までの毎日、上り網走行き列車（この期間のみ列車番号を9728Dに変更）およびその折り返しとなる釧路行普通列車（4729D、この期間のみ列車番号を9729Dに変更し「釧網本線めぐり旅号」の愛称を付与）を通常の1両から2両に増結し、2号車ボックスシート部を指定席車両として運転[JR北 8][9]。